# Nemotelus beameri
Nemotelus beameri is een vliegensoort uit de familie van de Stratiomyidae. De wetenschappelijke naam van de soort is voor het eerst geldig gepubliceerd in 1933 door James.